# Kawanabe Takaya
Takaya Kawanabe (sinh ngày 22 tháng 12 năm 1988) là một cầu thủ bóng đá người Nhật Bản.

## Sự nghiệp câu lạc bộ
Takaya Kawanabe đã từng chơi cho Omiya Ardija.